# حويرة بليزية
حويرة بليزية (الاسم العلمي:Tephrosia belizensis) هي نوع من النباتات يتبع جنس الحويرة من الفصيلة البقولية. سمي هذا النوع نسبةً إلى دولة بليز في أمريكا الجنوبية.